# Sakkparti a szigeten

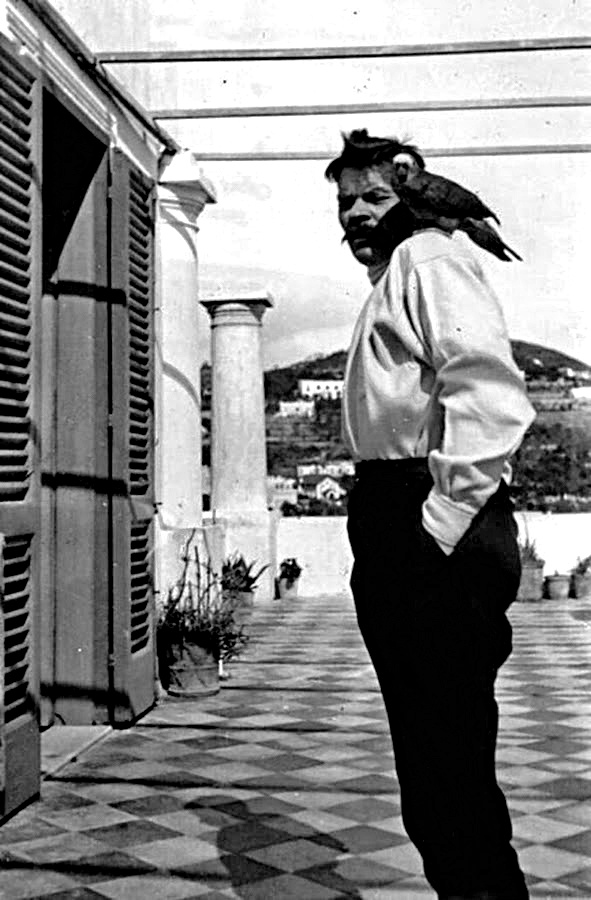
Makszim Gorkij, vállán a Loretta nevű papagájjal

A Sakkparti a szigeten Orosz István regénye (2015). Művének előzménye az általa 2010-ben készített Sakk! című animációs film is, amelyet a kiadott könyv DVD mellékleten tartalmaz.

## Történelmi háttere
A történet 1908. április 24-én, pénteken játszódik. A cselekmény külső időtartama két sakklépés közti gondolkodási idő. Ugyanis a történet kiindulópontja az a sakkparti, amelyet Lenin és Alekszandr Bogdanov játszott Gorkij házában, Capri szigetén.
Bogdanov szakmája szerint orvos volt, de kutató, filozófus, író is, a bolsevik emigránsok egyik legnagyobb koponyája.
A partit lejegyezték és készültek fényképek is a játékosokról. A fotók is fennmaradtak.
A szerző az ismert tényekből kiindulva mesterien keveri a cselekmény dokumentum-valóságát a fantáziával. Az olvasónak komoly problémát okozhatna, ha ezt megpróbálná kibogozni. Szerencsére hamar rájön, hogy a regény is csak játék, miképp a sakk.
A humortalan Lenin azonban a meccset véresen komolyan fogta fel, ahogy a szovjet utókor is. Ezért a szerző vígan játszik azzal is, mintha kiderítené a valóságnak az idők folyamán való tudatos meghamisítását, cenzúrázását (köztük az eredeti fotókról egyes szereplők kiretusálását is), miközben kedvére változtatja meg a tényszerűen tudhatót is.

## Idegen nyelven
A regényt orosz nyelven Шахматы на острове címmel 2018-ban a moszkvai Три квадрата kiadó  is megjelentette. 
Bár legtöbbjük szabályos útlevéllel tartózkodott a szigeten, és a politikai emigránsoknak, a cár ellenségeinek járó törvényes státus mellett az itt élők, vagy legalábbis egy részük, szimpátiájára is számíthattak, az Öreg mégis elvárt volna valami konspirációs viselkedést. Legalább a titokzatosság látszatát. Úgyis csak Lorettára fognak emlékezni, mondogatta Gorkij, aki úgy csavarogta be a szigetet, hogy egy hatalmas zöld papagáj üldögélt a vállán. Ő volt Loretta. A legbiztosabb módja az inkognitó megőrzésének, hajtogatta nevetve.
- megjegyzés: Bogdanov nyerte a partit sötéttel.

## Szereplők
Gorkij (valódi nevén Alekszej Makszimovics Peskov)
Majdnem Nobel-díjas orosz író, a bolsevikok egyik legfőbb pénzforrása. Áttetsző világoszöld szemek, hosszú hullámos haj, karósovány, imbolygó, csontozat. Aranyeres és tüdőbajos, felváltva köpköd egy köpőcsészébe és egy zsebkendőbe. Figyel rá fél Európa: akiről a müncheni Simplicissimus karikatúrát közöl, az nem lehet akárki.
Marija Fjodorovna Andrejeva
A moszkvai Művész Színház ünnepelt primadonnája, izgalmas negyvenes, akit Sztanyiszlavszkij rendezett, Repin lefestett, aki miatt Szávva Morozovnak elment az esze, és grúz arszlánok nyelték le a poharukat. Mintául szolgált Bulgakovnak, amikor a Mester Margaritáját megformázta. Mi tagadás, szívesen képzeljük el a Sátán bálján, ahol egyetlen öltözéke egy rózsaszirmokból varrott illatos kis papucs volt.
Alekszandr Alekszandrovics Bogdanov (alias Alekszandr Malinovszkij)
Orvos, filozófus, sci-fi-író és Lenin vetélytársa a bolsevikok élén. Politikai összeesküvéssel vádoltan is kijött a hírhedt Lubjankából, azt hitték róla, hogy tud valamit, s ez nem volt kisebb dolog, mint az örök élet. Sztálin meg is bízta Lenin föltámasztásával. Vértranszfúzió segítségével elkezdte visszafiatalítani a bolsevikokat. Bizonyítékul először saját magát fiatalította meg, látása javult, kopaszodása megállt, férfiúi teljesítménye növekedett.
Vlagyimir Iljics Uljanov (ismertebb néven Lenin)
Zömök alak, rövid nyak, kopaszodó nagy fej, „szókratészi homlok” (Gorkij szava), ferdevágású tatárszemek, amelyek különböző pályán mozognak. Ügyvéd, forradalmár, marxista bölcselő, ő lesz a Szovjetunió első vezetője, történetünk idején azonban még a bolsevik frakció vezetéséért is meg kell küzdenie Bogdanovval.
Jelizaveta de K. (más néven Elisabeth de K., Lise K., illetve Madame K.)
Lenin szeretője. „Középtermetű, szőke, szemüveges (arany lornyett), porcelánbőrű, ovális arcú, magas homlokú hölgy. Attraktív megjelenés, pirosra lakkozott körmök.” (Az olasz titkosszolgálat jegyzőkönyvéből) Tudomásunk szerint egészen addig nem is derült ki, hogy létezik egyáltalán, vagy legalábbis nem nagyon, amíg 1937-ben, huszonhárom évvel a kapcsolat vége és tizenhárommal Lenin halála után föl nem bukkantak a hölgy emlékiratai.
Nagyezsda Konsztantyinovna Krupszkaja
Lenin felesége, a párt hírszerzési igazgatója, befáslizott lábú, bazedovos szemű mozgalmi matróna, akinek forradalmi fedőneve nem véletlenül volt Hal. A káderképző kurzusok diákjai csak Miszter Krupszkaja néven emlegették.
Jurij Andrejevics Zseljabuzsszkij
Marija Andrejeva fia, sántít, nyúlszája van, az orra olyan lapos, mint egy kavics és még a füle is pattanásos. Frissen kapott fényképezőgépével ő dokumentálja a könyv eseményeit. Jeles operatőr, sőt filmrendező válik majd belőle a szovjet időkben.
Zinovij Alekszejevics Peskov (eredeti nevén Jeshua Zalman Szverdlov)
Gorkij keresztfia, a francia idegenlégió tisztje, De Gaulle barátja. Hét nyelven beszélt és az egyik karja hiányzott. Állítólag nem volt olyan európai főváros, ahol ne várta volna egy grófnő, egy bárónő vagy egy hercegkisasszony becsomagolt stafírunggal és kisírt szemekkel.
Alekszandr Lvovics Parvus (más néven Israel Lazarevich Gelfand)
Óriás medve, másfél mázsa, hínárszín szemekkel és olyan pocakkal, amilyet csak a karikatúraújságok (Simplicissimus) nagytőkései hordtak. A forradalom handléja és „a politika Falstaffja”. (Trockij)
Bazarov (eredetileg Vlagyimir Alekszandrovics Rudnyev)
Nemcsak úgy néz ki, mint egy arisztokrata, úgy is viselkedik. Iszik, szivarozik, kemény gallért hord, írógépen ír, ráadásul a modern helyesírással, francia kölnit használ és szakállt ereszt. Alighanem dacból kezdte használni a turgenyevi hős nevét. Amikor fölvette, amikor Rudnyevből az illegalitás szabályai szerint Bazarovvá vált, a „bazarovság” azt jelentette, liberális, demokrata, sőt forradalmár.
Ivan Pavlovics Ladizsnyikov
Halhúsú, fehér bőrű, lomha járású ember, súlyos szemhéját csak félig emeli föl, olcsó szivarokat szív, drága édességeket eszik és szorulásos lévén ivókúrákra jár. Nyilvános életében könyvszerkesztő, könyvkiadó és könyvkereskedő, nem hivatalos státuszára nézvést viszont médium. Állítólag szellemidéző szeánszokat rendez, asztaltáncoltató teadélutánokat tart, ahol meggyilkolt cárevicsek adják egymásnak a kilincset.
Alekszandr Alekszandrovics Aljechin
Sakknagymester, a sakktörténelem negyedik világbajnoka, róla nevezték el az Aljechin-védelmet. Történetünk idején még kisfiú, de már komoly nemzetközi versenyeket nyer.
II. Miklós cár egy festett vázával jutalmazta meg, éppen akkorával, amekkora ő maga.
Koba (eredetileg Ioszeb Dzsugasvili, később meg Joszif Visszarionovics Sztálin)
Ragyás képű kicsi grúz szeminarista, költő és forradalmár, a cári titkosszolgálat ügynöke, Lenin után a Szovjetunió első embere.
Kamó (eredeti nevén Szimon Arsaki Ter-Petroszján)
Grúz terrorista, Sztálin felfedezettje, Lenin és Krupszkaja személyes jó barátja. Négyszer ítélték halálra, végül Sztálin tetette el láb alól, amikor megtudta, hogy Kamó tollba akarja mondani emlékiratait.
Loretta (Gorkij időnként Ivan Gyemjanicsnak is hívja)
Amerikából származó zöld papagáj, kedvenc szavajárása: Hárásó! Hárásó! Csontváry Kosztka Tivadar magyar festő lerajzolta, majd egy Cesare nevű capri kisállat-preparátor kitömte.

## Kritikák
- Hetényi Zsuzsa: "Szimultán sakk-matt". Jelenkor, 2016.4.
- Sturm László: Orosz István: Sakkparti a szigeten. Kortárs, 2015. 10.
- Márton László: Lenin ellenfele. Élet és Irodalom, 2015. augusztus 28.
- Szőcs Géza: Egy zseniális könyvről, avagy veszedelmes viszonyok Capri szigetén. Irodalmi Jelen, 2018. január 6.